# 弟史
弟史（?—?），是乌孙昆弥翁归靡和汉朝公主刘解忧所生的长女。
大哥元贵靡为太子，二兄弟万年为莎车王，三兄弟大乐为左大将。妹妹素光的丈夫是若呼翕侯。弟史到长安学习鼓琴，回国途中路经龟兹，龟兹王绛宾向弟史求婚。于是弟史嫁给绛宾为妻。元康元年（前65年），绛宾和弟史入朝朝见汉宣帝。绛宾受印赐绶，弟史封为公主，他们在长安住了一年才回龟兹。绛宾死后，其子丞德即位，自称汉外孙。